# Dracula gastrophora
Dracula gastrophora é uma espécie de orquídea epífita de crescimento cespitoso cujo gênero é proximamente relacionado às Masdevallia, parte da tribo Pleurothallidinae. Esta espécie é endêmica de Pichincha, no Equador, onde habita florestas úmidas e nebulosas das montanhas.
Pode ser diferenciada das espécies mais próximas por suas folhas largas e inflorescências pendentes, e flores pouco abertas, de tamanho médio, intensamente marcados por pintas marrom-escuras e labelo agudo dobrado sobre si mesmo.